# Pocisk oświetlający

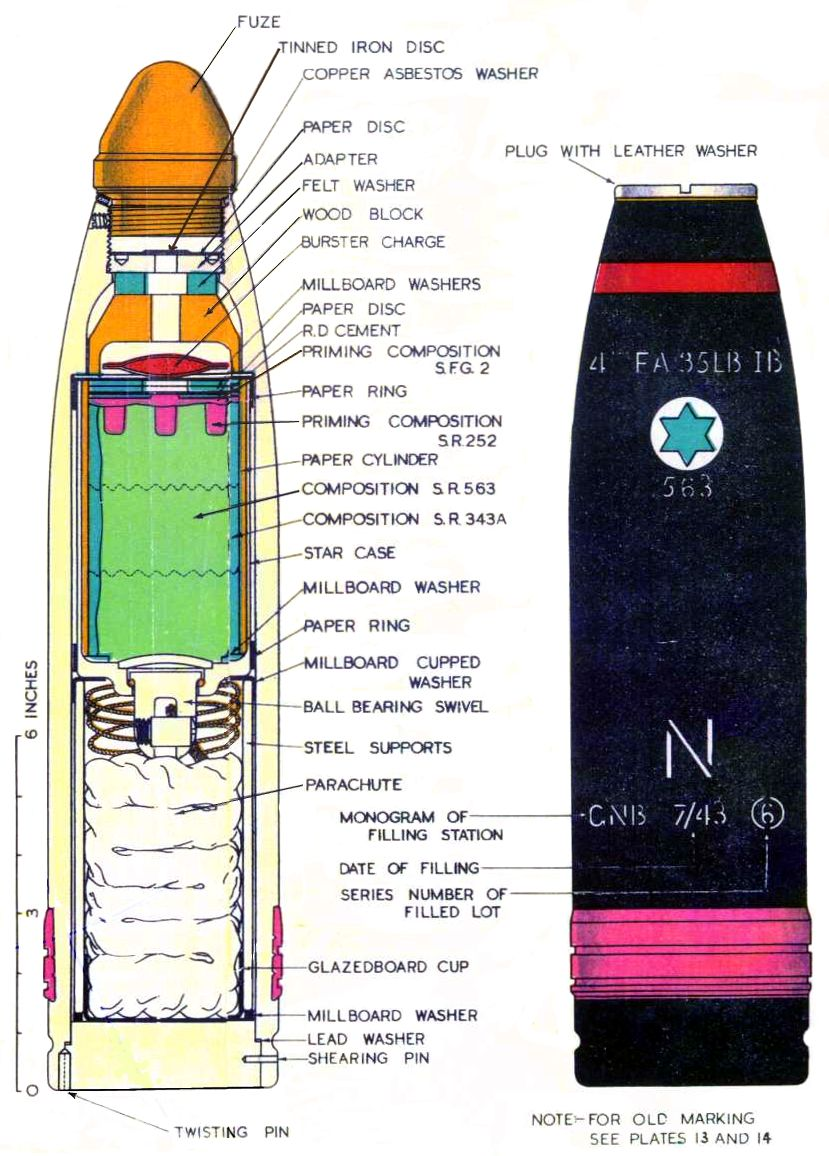
Przekrój brytyjskiego pocisku oświetlającego: w dole widać spadochron, na którym ładunek oświetlający (zielony) opada się po wyrzuceniu ze skorupy pocisku przez ładunek wyrzucając z zapalnika (na szczycie pocisku)

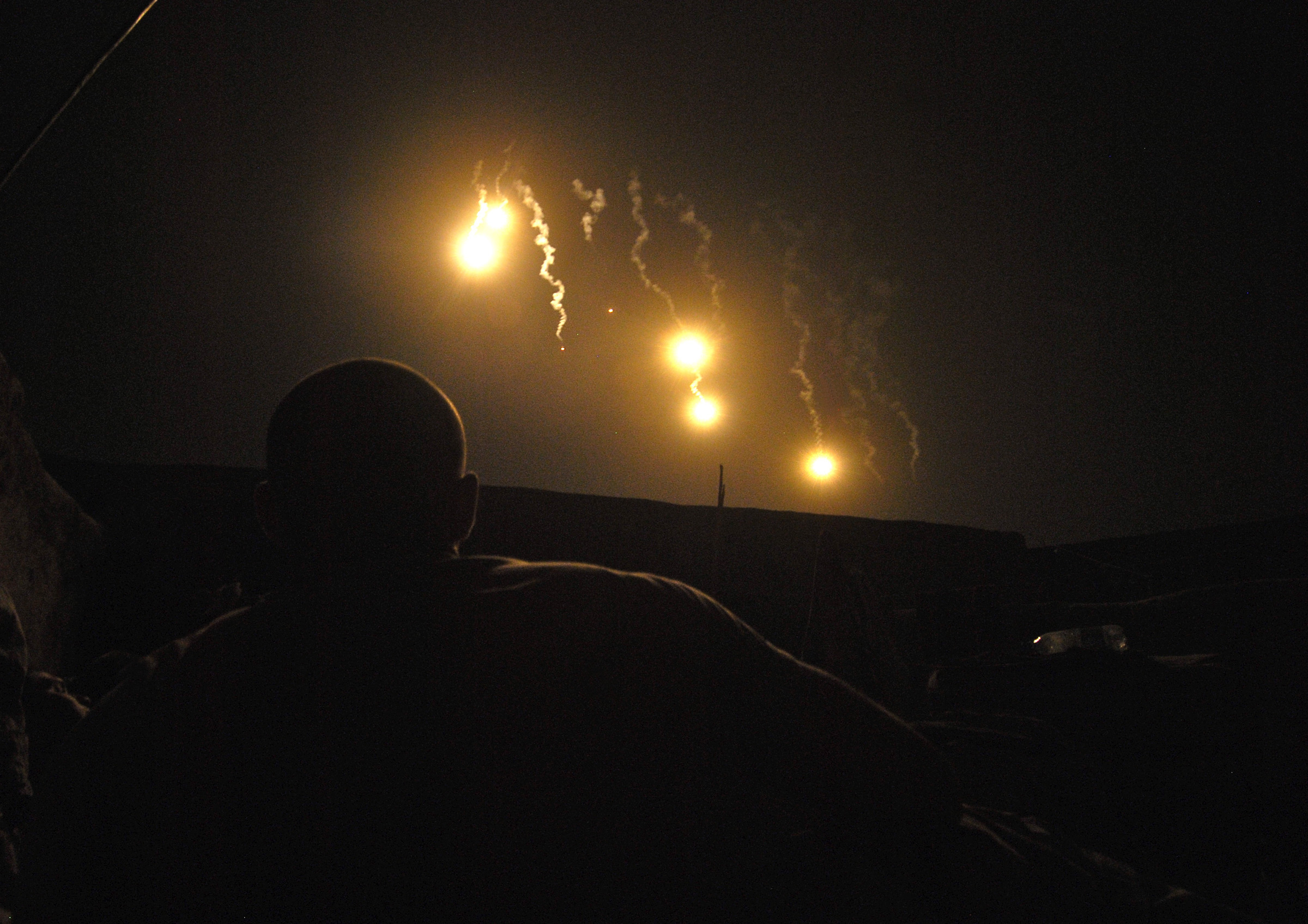
Opadające flary z pocisków haubicy M777

Pocisk oświetlający – artyleryjski lub rakietowy pocisk przeznaczony do oświetlania terenu podczas działań bojowych w nocy.
Stosuje się go celem rozpoznania pozycji przeciwnika, śledzenia jego zmian w ugrupowaniu bojowym, wskazywania celów dla własnych środków ogniowych oraz oświetlania obiektów. Z uwagi na sposób działania wyróżnia się pociski oświetlające o rozcalaniu jednostopniowym bezpośrednim (posiadające jeden ładunek rozcalający) i dwustopniowym (z dwoma ładunkami rozcalającymi polegający na tym, że w pierwszym etapie pojemnik z gwiazdką jest odłączany od pocisku, w drugim od pojemnika odłączana jest gwiazdka oświetlająca). Przy rozcalaniu bezpośrednim prędkość pocisku nie powinna przekraczać 230 m/s, ponieważ przy większych prędkościach może nastąpić zerwanie połączenia gwiazdki ze spadochronem. Ograniczenia związane z prędkością pocisku w momencie rozcalania eliminuje dwustopniowe rozcalanie.
Typowy pocisk oświetlający zbudowany jest z korpusu zamkniętego wkładanym lub wkręcanym dnem, zapalnika czasowego, ładunku lub ładunków rozcalających, wyrzutnika, oraz gwiazdki oświetlającej która połączona jest ze spadochronem.
Najczęściej stosowane pociski oświetlające są w artylerii o kalibrze 105–155 mm zapewniające oświetlenie terenu w promieniu 500–2000 m.